# Pompignan (Tarn e Garonna)
Pompignan è un comune francese di 1 361 abitanti situato nel dipartimento del Tarn e Garonna nella regione dell'Occitania.

## Monumenti

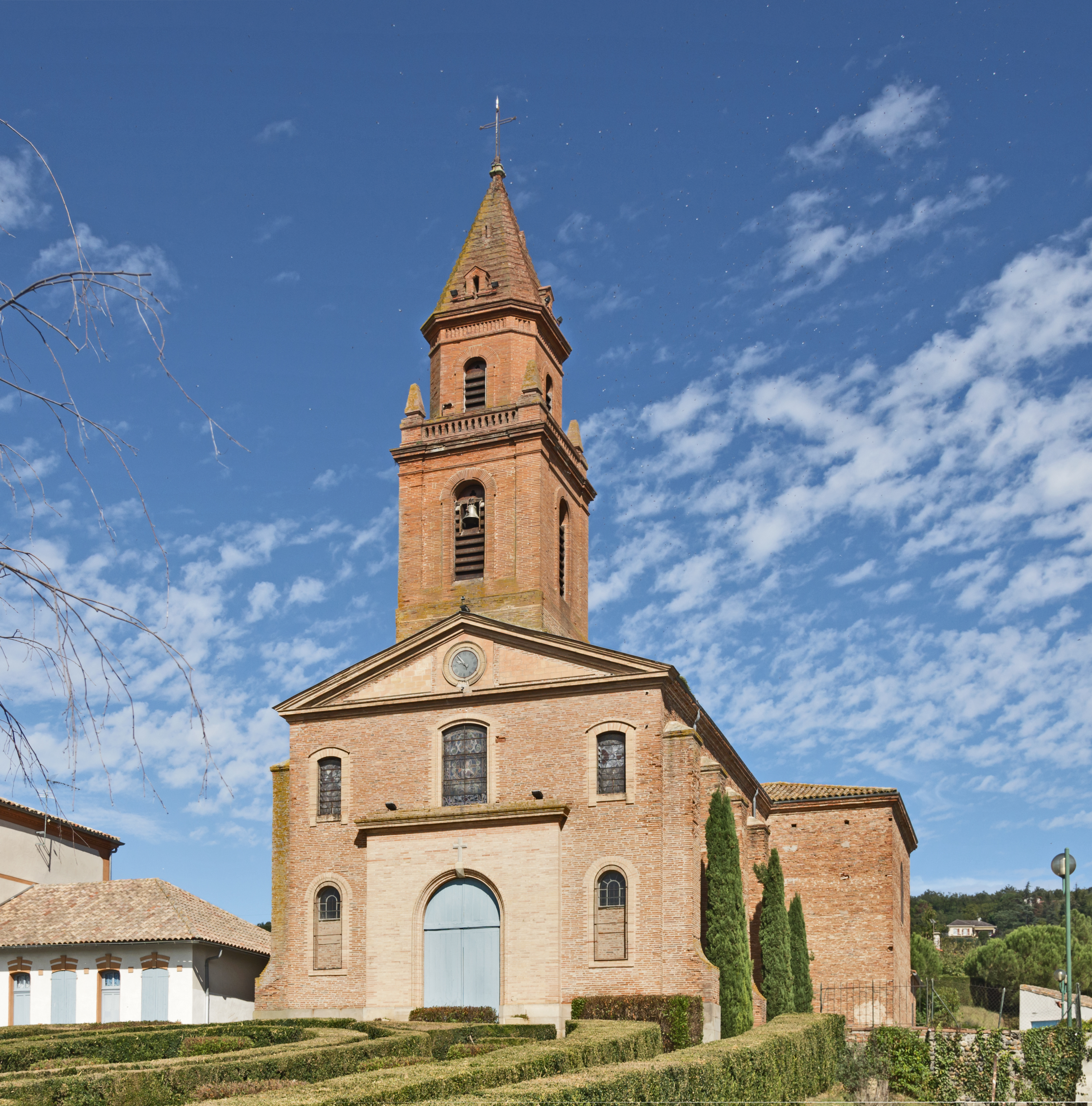
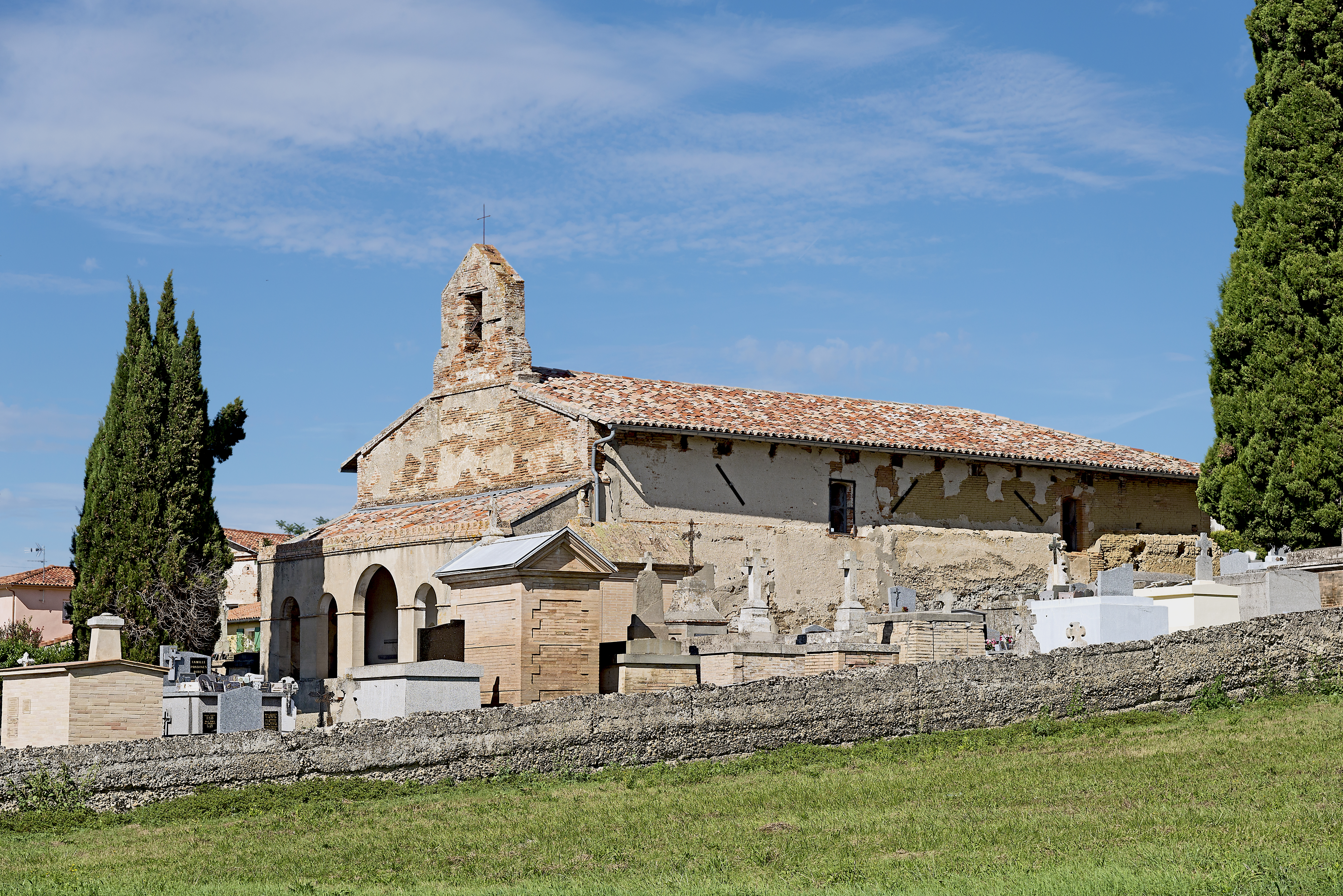
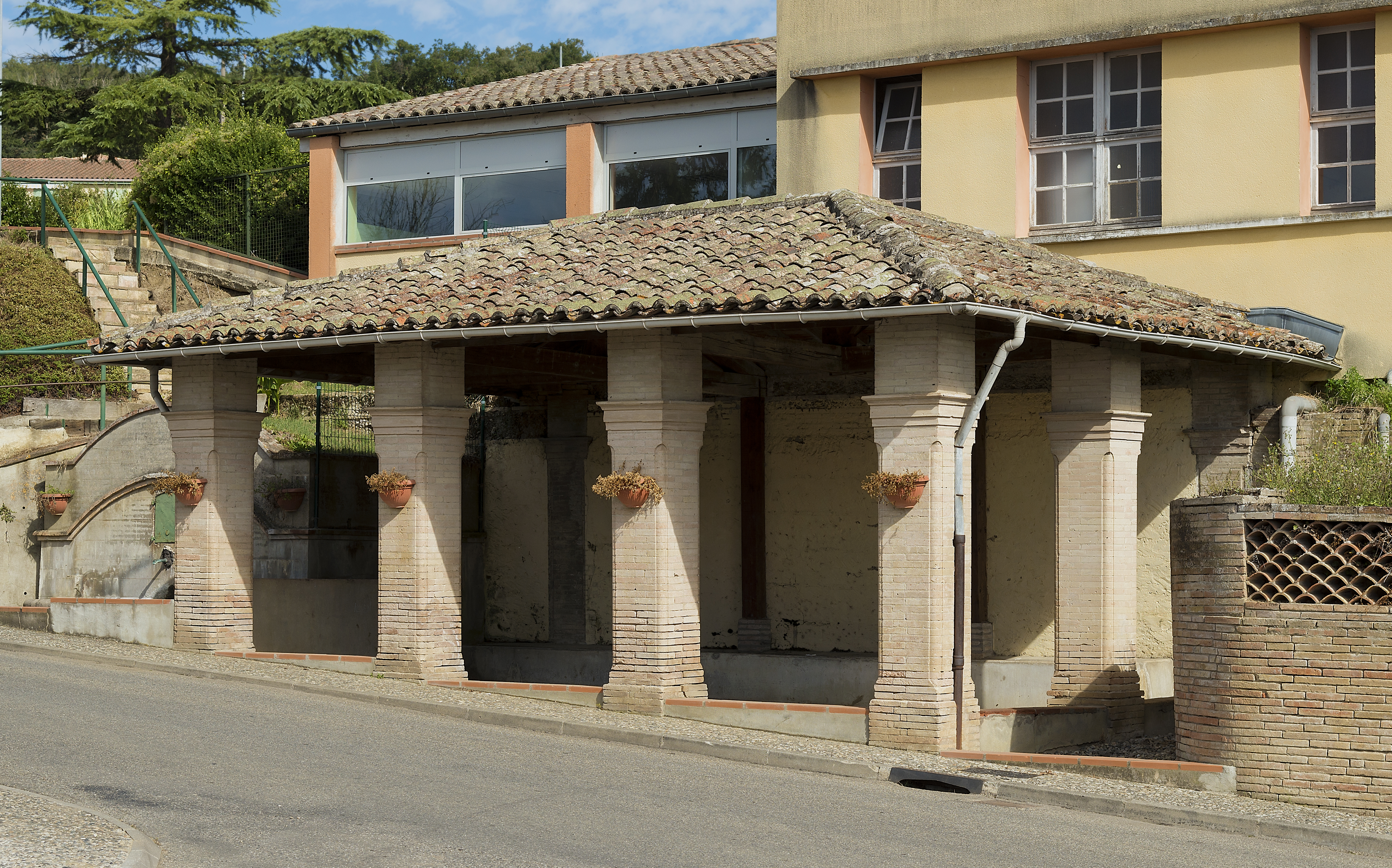

## Società

### Evoluzione demografica
Abitanti censiti